# Shriek (Marvel Comics)
Shriek, alter ego di Frances Louise Barrison, è un personaggio immaginario dei fumetti pubblicati dalla Marvel Comics, creato da Tom DeFalco (testi) e Ron Lim (disegni). Esordisce nel 1993 sulla testata Spider-Man Unlimited (vol. 1).

## Biografia del personaggio
Le origini di Shriek e il suo vero nome sono incerte. Nelle sue prime apparizioni fu chiamata Sandra Deel, ma più tardi venne chiamata Frances Louise Barrison. Shriek è una pazza criminale pericolosa con la capacità di manipolare i suoni. Durante la sua infanzia, Shriek è stata maltrattata dalla madre per il fatto di essere in sovrappeso e l'ossessione per i farmaci della stessa portò Shriek a diventare in seguito una spacciatrice di droga. Questo però la espose a situazioni che alla fine danneggiarono la sua sanità mentale. L'origine dei poteri di Shriek è sconosciuto.
Durante gli eventi di Maximum Carnage, si alleò con Carnage e molti altri supercriminali che commisero a New York una serie di omicidi. È apparsa nel ciclo ragnesco Un Nuovo Giorno come uno dei cattivi nel bar. Appare inoltre nella serie Carnage: Faida di Famiglia (2011).

## Poteri e abilità
Ha la capacità di manipolare il suono in diversi modi: lo può sfruttare semplicemente per distruggere oppure per disorientare e confondere i suoi nemici; può inoltre controllare le emozioni di chi la circonda generando paura, odio, o disperazione. Ha anche poteri di levitazione moderata, che può utilizzare per volare. Il suo occhio sinistro è incline a brillare ogni volta che usa i suoi poteri.

## Altri media

### Cinema
- Frances Barrison, alias Shriek, appare come antagonista secondaria nel film del Sony's Spider-Man Universe Venom - La furia di Carnage (2021), interpretata da Naomie Harris.

### Televisione
- Shriek è apparsa nella serie animata Ultimate Spider-Man.

### Videogiochi
- Shriek è tra i personaggi che appaiono in Spider-Man and Venom: Maximum Carnage.
- Shriek fa la sua apparizione come uno degli avversari in Spider-Man 3, videogioco doppiato da Courtenay Taylor, nelle versioni per Wii, PS2 e PSP. Nel gioco è sposata con Michael Morbius, che ha trasformato in vampiro e i suoi poteri le sono stati dati da un simbionte simile a quello di Spider-Man, L'Uomo Ragno e Shriek si scontrano diverse volte, finché egli riesce a sconfiggerla una volta per tutte e a rimuovere il suo simbionte facendola tornare umana, così come suo marito.

Appare anche nella serie animata di ultimate spider-man.